# Gangcheng

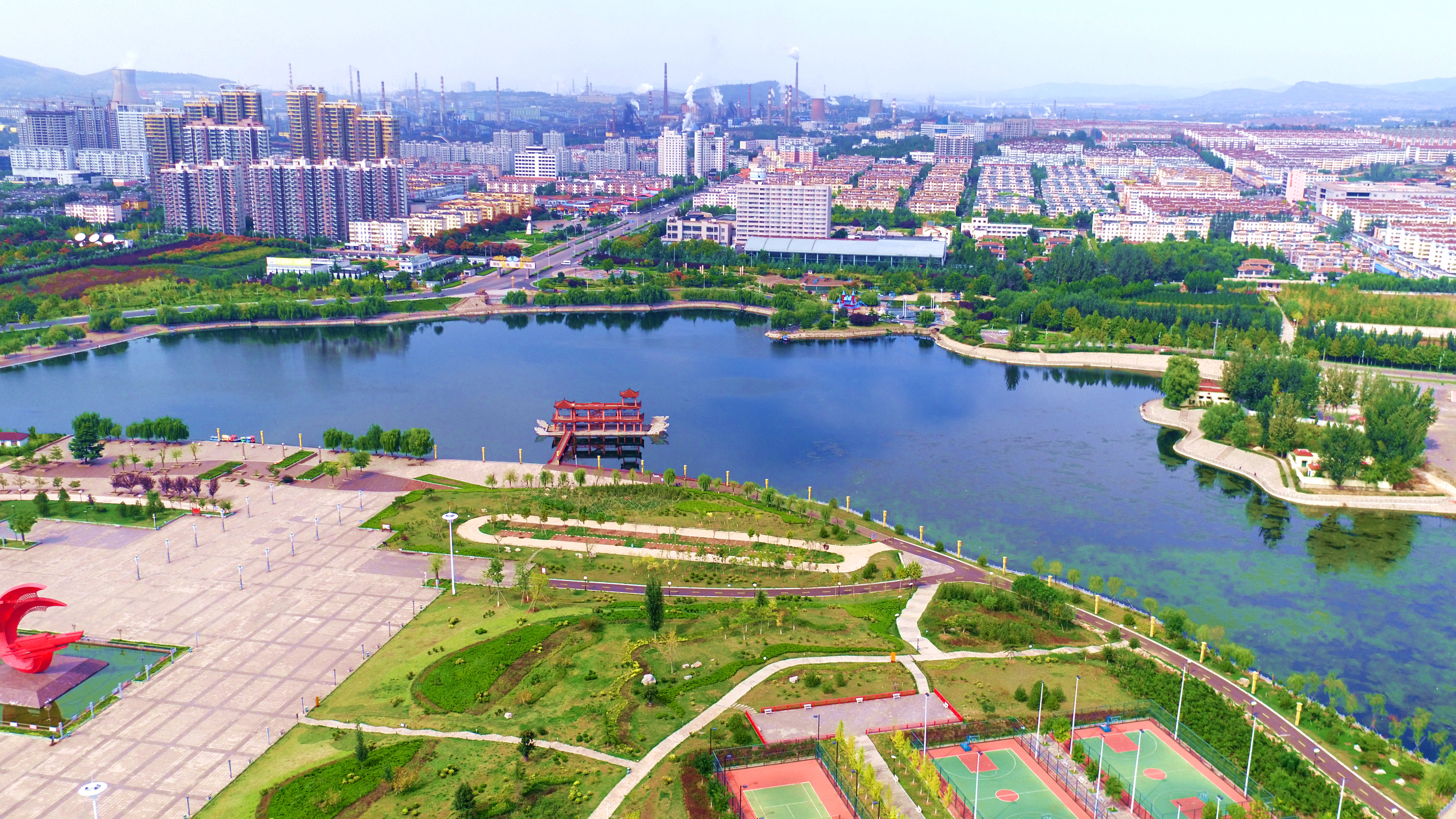
Gangcheng

Der Stadtbezirk Gangcheng (chinesisch 钢城区, Pinyin Gāngchéng Qū) ist ein Stadtbezirk im Zentrum der ostchinesischen Provinz Shandong. Er gehört zum Verwaltungsgebiet der bezirksfreien Stadt Jinan. Gangcheng hat eine Fläche von 336 Quadratkilometern und zählt 240.000 Einwohner (2003). Regierungssitz ist das Straßenviertel Aishan (艾山街道).
Bis 2019 war er ein Stadtbezirk der bezirksfreien Stadt Laiwu. 

## Administrative Gliederung

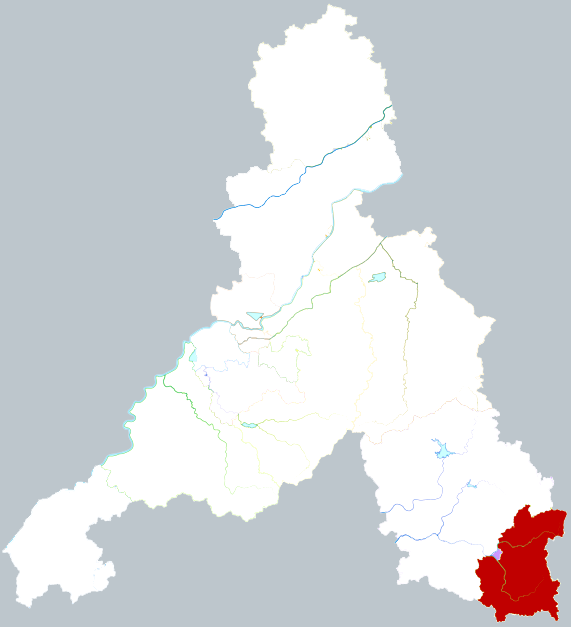
Gangcheng im Jinan

Die Gemeindeebene setzt sich der Stadtbezirk aus einem Straßenvierteln und vier Großgemeinden zusammen. 